# Nationwide Rip Ridaz
Nationwide Rip Ridaz jest zespołem składającym się z członków gangu Crips z Compton i Watts (przedmieść Los Angeles). Najlepiej znani są ze swojej współpracy z członkami gangu Bloods, Damu Ridas na płycie Bangin' on Wax oraz Bangin' on Wax 2... The Saga Continues. Dwie płyty cieszyły się dość dużym rozgłosem i zainteresowaniem fanów, zawdzięczają to współpracy z przeciwnym gangiem, bo było bardzo kontrowersyjne. Na początku był to jeden zespół Bloods & Crips, dopiero po wydaniu drugiej płyty pt. Bangin' on Wax 2... The Saga Continues grupa rozpadła się na Nationwide Rip Ridaz oraz Damu Ridas. Pierwsza płyta Nationwide Rip Ridaz zajęła wysokie pozycje na listach, była to ich najlepsza płyta. Po drugiej zespół rozpadł się.

## Dyskografia

### Albumy
| Rok  | Tytuł                         | Pozycja     | Pozycja                |
| Rok  | Tytuł                         | Heatseekers | Top R&B/Hip hop albums |
| ---- | ----------------------------- | ----------- | ---------------------- |
| 1995 | Nationwide Rip Ridaz          | #10         | #44                    |
| 1999 | Betrayed (Can't Trust Nobody) | -           | -                      |

### Współpraca zDamu Ridas
| Rok  | Tytuł                                  | Pozycja       | Pozycja                |
| Rok  | Tytuł                                  | Billboard 200 | Top R&B/Hip hop albums |
| ---- | -------------------------------------- | ------------- | ---------------------- |
| 1993 | Bangin' on Wax                         | #86           | -                      |
| 1994 | Bangin' on Wax 2... The Saga Continues | #139          | #20                    |

### Zbiór
- 1997: Bang'n on Wax: The Best of the Crips

### Single
| Rok  | Tytuł                  | Album                                  |
| ---- | ---------------------- | -------------------------------------- |
| 1993 | "Bangin' on Wax"       | Bangin' on Wax                         |
| 1993 | "Steady Dippin'"       | Bangin' on Wax                         |
| 1994 | "Gs & Locs"            | Bangin' on Wax 2... The Saga Continues |
| 1994 | "Wish You Were Here"   | Bangin' on Wax 2... The Saga Continues |
| 1995 | "Nationwide Rip Ridaz" | Nationwide Rip Ridaz                   |